# 保滩街道
保滩街道，原为保滩镇，是中华人民共和国江苏省淮安市涟水县下辖的一个乡镇级行政单位。2018年12月1日，撤销保滩镇，设立保滩街道。以原保滩镇所辖区域为保滩街道行政区域，街道办事处驻缺口居委会境内，办公地址为镇南路6号。区划代码改为 。

## 行政区划
保滩街道下辖以下地区：
缺口社区、新港北村、周集村、十堡村、张渡村、肖渡村、洪荡村、厉渡村和喻集村。